# 小行星7843
小行星7843（英語：7843）是一颗围绕太阳公转的小行星。1994年12月22日，上田清二、金田宏在钏路市发现了此天体。
这颗小行星的绝对星等为114.81770等。